# Diebold von Erlach
Diebold von Erlach (* 1541 im Kanton Bern, Schweiz; † November oder Dezember 1565 in Florida, USA), bei den Franzosen bekannt als Thiébaud d’Arlac, war der erste Schweizer in Amerika.

## Leben

### Kinder- und Jugendzeit
Diebold von Erlach wurde 1541 als Sohn des Patriziers Petermann von Erlach geboren. Petermann von Erlach war Herr von Bümpliz und Hettiswil sowie Landvogt von Grandson und Vogt von Lausanne. Im Alter von 17 Jahren wurde Diebold von seinem Vater zur Erziehung an den Hof des französischen Admirals und Hugenottenführers Gaspard de Coligny geschickt.
Auf Empfehlung Colignys sandte Louis I. de Bourbon, der Führer der Hugenotten, Diebold von Erlach 1562 mit dem Auftrag in die Schweiz, reformierte Stände als Verbündete gegen die Katholiken anzuwerben. Dem Unterfangen von Erlachs war kein Erfolg beschieden, da sich die Schweizer Stände durch einen Friedensvertrag dem katholischen französischen Königshof verbunden fühlten.

### Leben in Amerika
Unter dem Expeditionsleiter und Calvinisten René de Laudonnière wurde Diebold von Erlach als Fähnrich nach Amerika geschickt, das sie am 22. Juni 1564 in Florida erreichten. Ziel der Expedition war es, Gold und Silber zu finden. Diebold von Erlach war der dritthöchste Offizier der 60- bis 80-köpfigen Expedition.
Die Franzosen wurden in Amerika vom Indianerhäuptling Santuriana freundlich empfangen. Sechs Tage nach der Ankunft begannen sie mit dem Bau des Forts Caroline. Um sich mit den benachbarten Indianerstämmen anzufreunden, sandte Laudonnière fünf Krieger von Santuriana unter der Führung Diebolds von Erlach zum rivalisierenden Häuptling Outina. Laudonnière erhoffte sich, dass sich die beiden Häuptlinge versöhnten und Gefangene austauschten. Die Gruppe um Diebold von Erlach wurde feierlich empfangen, obwohl Outinas Krieger einen Feldzug gegen die Indianergruppe eines dritten Häuptlings, Patavu, vorbereiteten. Diebold von Erlach entschied sich spontan, am Feldzug teilzunehmen.
Bereits zu Beginn des Gefechts tötete von Erlach Häuptling Patavu. Dessen Krieger flohen und die Krieger von Outina machten grosse Beute. 
Durch den leichten Sieg angespornt zogen Outinas Krieger gegen Santurianas Gruppe ins Feld. Es entbrannte ein Krieg, in den auch die Franzosen verwickelt wurden. Ein halbes Jahr später führte von Erlach einen Feldzug gegen Outina an und nahm diesen gefangen. Auf dem Rückweg nach Fort Caroline wurde von Erlachs Truppe von zwei- bis dreihundert Indianern überfallen. Dank der überlegenen Bewaffnung verloren sie in der neunstündigen Schlacht nur zwei Männer.
Im August 1565 landeten 1000 weitere Franzosen unter Jean Ribaut in Florida. Nach einem Machtkampf mit Laudonnière übernahm Ribaut das Kommando. Gemäss seinen Befehlen musste er die katholischen Spanier unter Pedro Menendez de Avila aufhalten. Nachdem sie das Fort San Augustin errichtet hatten, schifften sich die Spanier in Erwartung eines heftigen Sturm ein und fuhren aufs offene Meer hinaus. Die Franzosen verpassten den richtigen Zeitpunkt; ihre Schiffe zerschellten in Ufernähe. Nur zweihundert Franzosen überlebten und versuchten hungernd Fort Caroline zu erreichen. Wieder waren die Spanier schneller und machten die kleine Besatzung des Forts nieder, bevor die Schiffbrüchigen eintrafen. Als die Spanier auf die 200 Franzosen trafen, boten sie diesen freies Geleit an, metzelten die entkräfteten Franzosen dann aber alle nieder. Auch Diebold von Erlach fand den Tod, ungeklärt ist, ob er ertrank oder gegen die Spanier fiel.